# Gamshütte
Die Gamshütte ist eine Schutzhütte der Kategorie I der Sektion Otterfing des Deutschen Alpenvereins (DAV). Sie liegt in den Zillertaler Alpen auf 1921 m ü. A. oberhalb von Dornauberg, einem Ortsteil von Finkenberg im österreichischen Bundesland Tirol.

## Geschichte
Die Hütte wurde im Jahre 1928 von privater Hand erbaut und 1932 von der 1913 in Berlin gegründeten Sektion Kurmark des Deutschen und Österreichischen Alpenvereins (DuOeAV) gekauft. Nach Auflösung dieser Sektion 1945 übernahm 1949 die Sektion Berlin des Deutschen Alpenvereins (DAV) die Hütte. 1993 kam sie dann an die Sektion Otterfing des DAV, die eine umfassende Modernisierung begann. 1997 wurde eine Photovoltaikanlage zum Erzeugen von Strom, sowie eine thermische Solaranlage zur Gewinnung von warmem Wasser installiert. 2020/21 wurde die Hütte angebaut und generalsaniert: neben einem abgetrennten Schlafbereich für Pächter und Personal verfügt die Hütte jetzt über neue Waschräume. Außerdem eine neue leistungsstarke Photovoltaikanlage samt Lithium-Ionen-Batteriebank, so dass auch der Motor der Materialseilbahn mit Sonnenenergie betrieben wird.

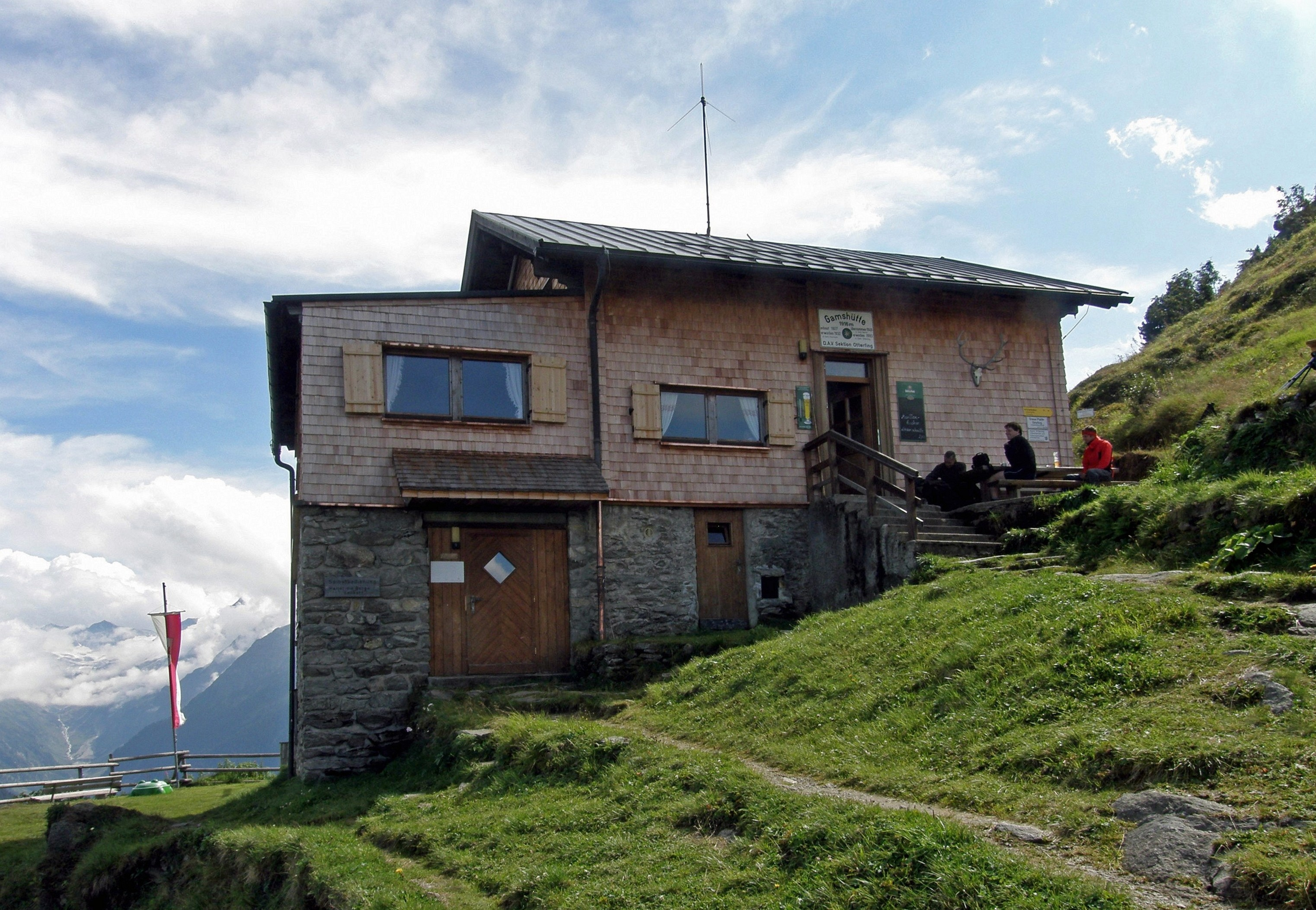
Die Gamshütte im August 2010 vor der Generalsanierung
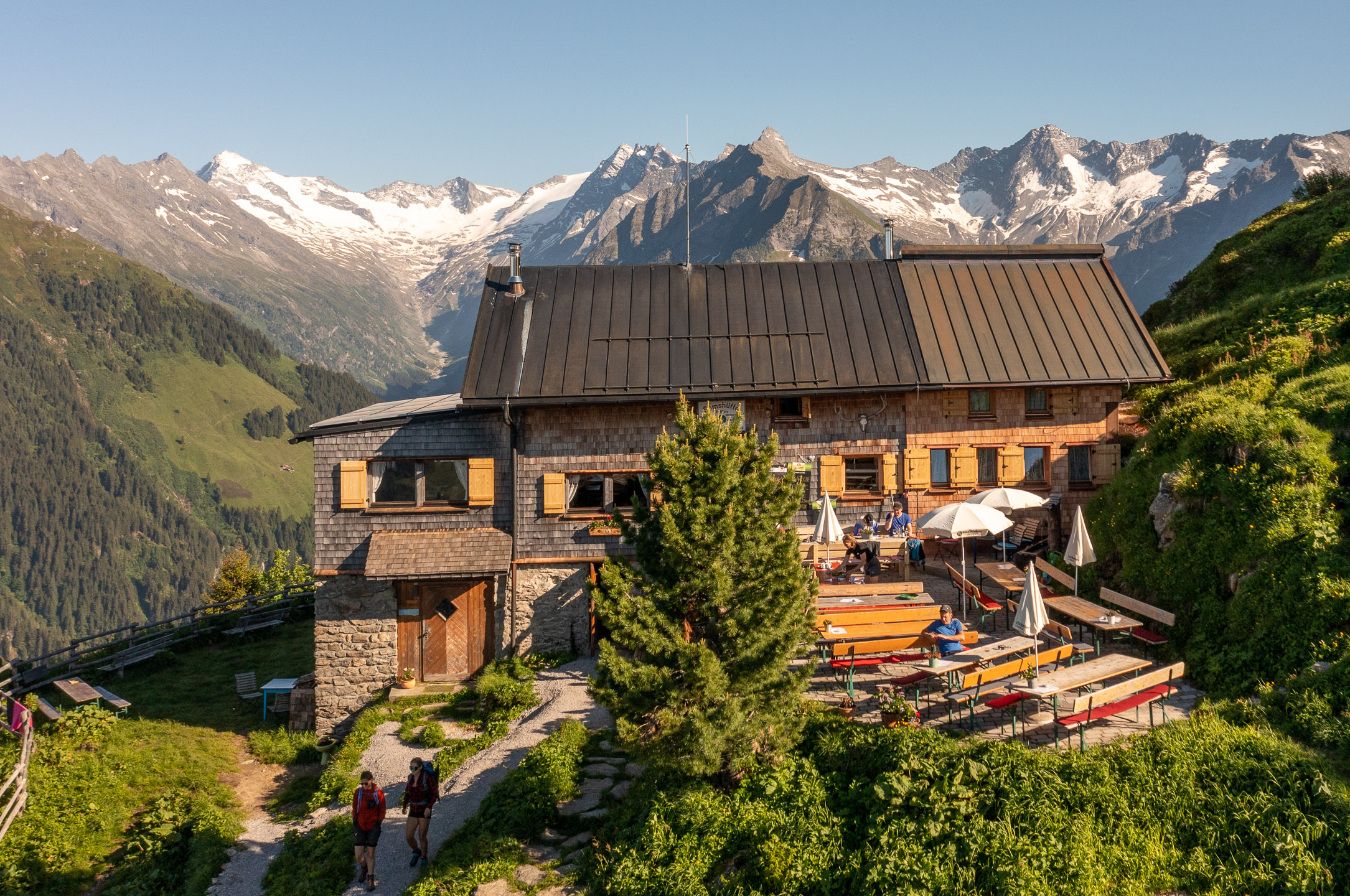
Die Gamshütte im Juni 2022 nach der Generalsanierung
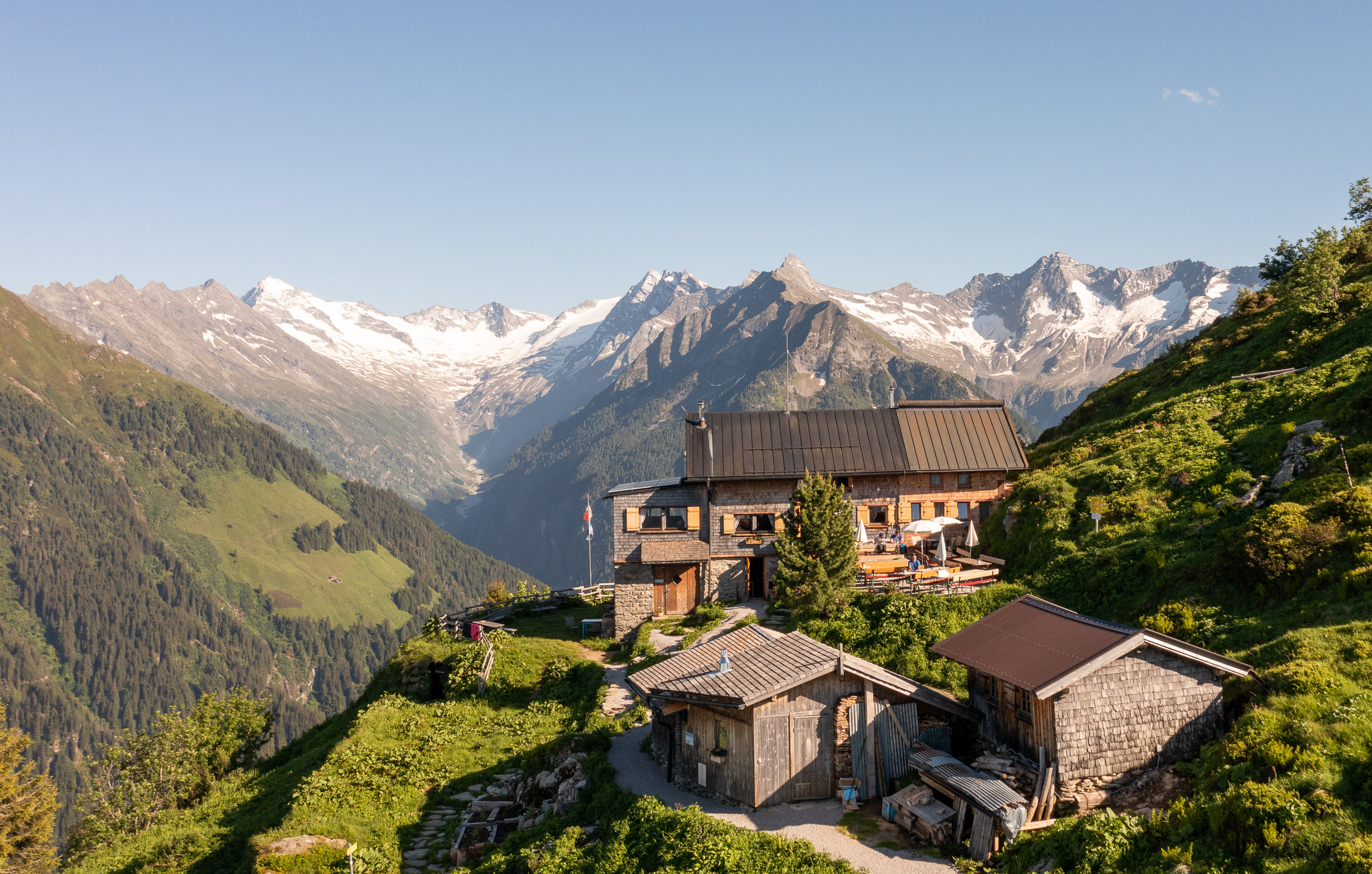
Die Gamshütte mit Nebengebäuden

## Anreise
- nächstgelegener Bahnhof: Mayrhofen (Zillertalbahn)
- Bushaltestellen: Finkenberg, Teufelsbrücke & Ginzling, Gamsgrube

## Zugänge
- Von Finkenberg über den Gamshüttenweg-Weg (Nr. 533), Gehzeit: 3 Stunden
- Von der Rosengartenbrücke auf Weg (Nr. 534) über Grinberg Alm (1380 m ü. A.), Gehzeit: 2 Stunden
- Vom Gasthaus Gamsgrube (965 m ü. A.) über die Grasbergalm (Nr. 533a), Gehzeit: 3 Stunden

## Tourenmöglichkeiten
- Vordere Grinbergspitze, 2765 m ü. A., Gehzeit: 2 Stunden
- Mittlere Grinbergspitze, 2867 m ü. A., Gehzeit: 2½ Stunden
- Hintere Grinbergspitze, 2886 m ü. A., Gehzeit: 3 Stunden
- Die Hütte ist Etappenziel des Berliner Höhenwegs, Abschnitt Gamshütte-Friesenberghaus, Gehzeit: ca. 9 Stunden
- Berliner Höhenweg bis zur Grauen Platte und von dort Abstieg nach Ginzling, Gehzeit: 4 Stunden
- Rudolf-Stöckl-Weg zur Elsalpe, Gehzeit: 2½ Stunden
- Lachtalspitze, 2259 m ü. A., Gehzeit: 2 Stunden

## Karte
- Alpenvereinskarte 1:50.000, Blatt 33, Tuxer Alpen